# Campamento (Honduras)
Campamento è un comune dell'Honduras meridionale facente parte del dipartimento di Olancho.
Il comune venne istituito nel 1857.